# Hattialur, Hukeri
Hattialur là một làng thuộc tehsil Hukeri, huyện Belgaum, bang Karnataka, Ấn Độ.